# 蒋湖农场
蒋湖农场是中国湖北省天门市下辖的一个农场（类似乡级单位）。

## 行政区划
蒋湖农场下辖：
绿化村、四海社区、三江社区、五里湖分场、戈巴湖分场、罗台分场、野茅岭分场、白湖分场、蒋台分场和长青大队。